# بخش سوریاپت
بخش سوریاپت (به انگلیسی: Suryapet district) یک منطقهٔ مسکونی در هند است که در تلانگانا واقع شده‌است. بخش سوریاپت ۳٬۶۰۷ کیلومتر مربع مساحت و ۱۰٬۹۹٬۵۶۰ نفر جمعیت دارد.